# 江木駅

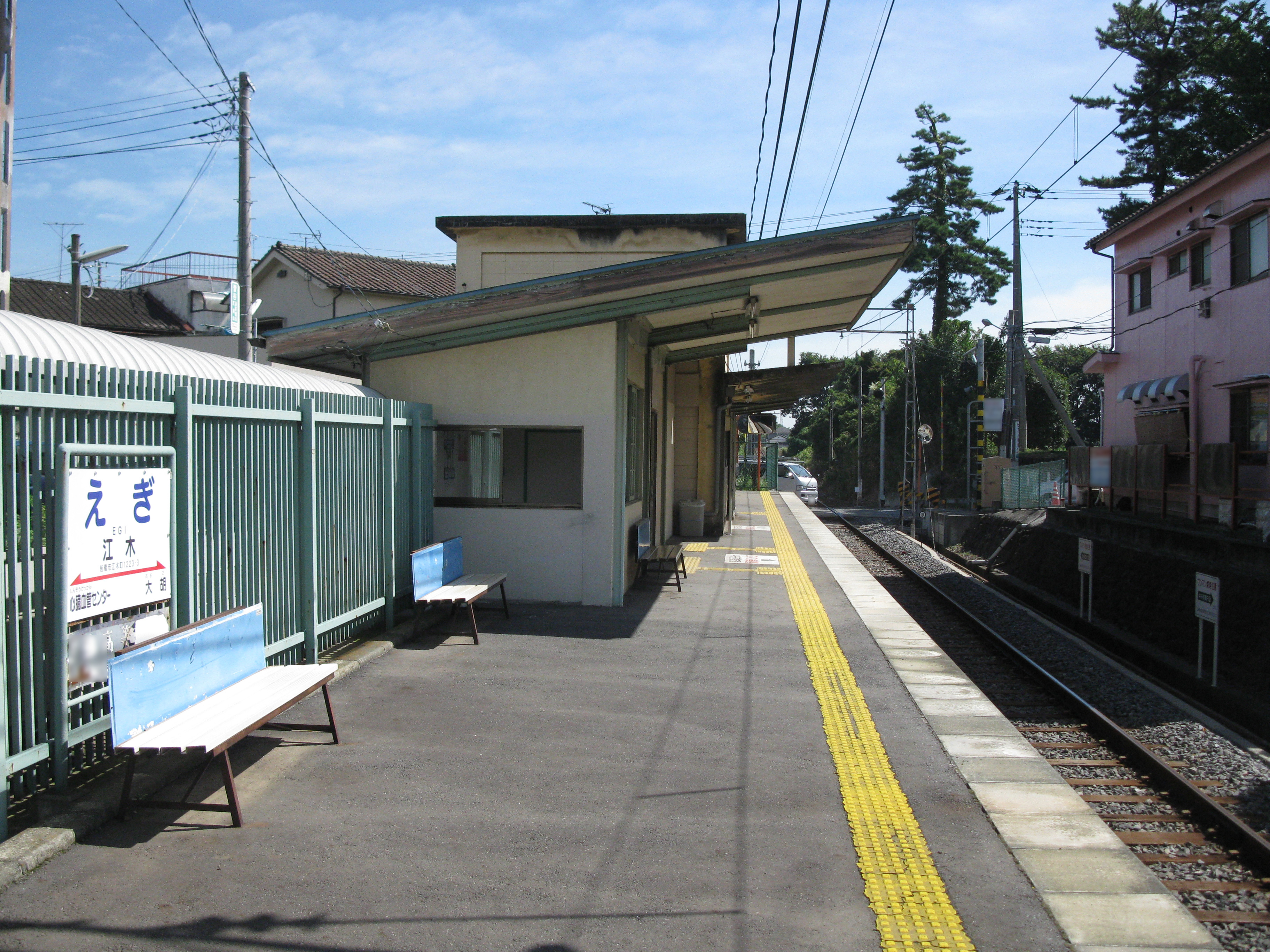
ホーム（2010年9月）

江木駅（えぎえき）は、群馬県前橋市江木町にある上毛電気鉄道上毛線の駅である。

## 歴史
- 1928年（昭和3年）11月10日 - 開業[1]。
- 1992年（平成4年）9月21日 - 東武鉄道の急行列車「りょうもう」の急行券の取り扱いを開始[2]。
- 2009年（平成21年）12月 - 駅前ロータリー改修の上、パーク＆ライド駐車場開業。

## 駅構造
単式ホーム1面1線を有する地上駅。
通年営業の業務委託駅（係員配置時間12:30 - 18:00）で普通乗車券・定期乗車券の他、赤城駅からの東武鉄道「りょうもう」特急券も発売している。
駅舎内には待合室、トイレがあり、改札口横には清涼飲料水自動販売機が設置されている。
平日朝を除き後乗り、前降りである。

## 利用状況
1日の平均乗降人員は以下の通りである。
| 年度   | 1日平均人数 |
| ------ | ----------- |
| 2011年 | 307         |
| 2012年 | 294         |
| 2013年 | 271         |
| 2014年 | 294         |
| 2015年 | 277         |
| 2016年 | 283         |
| 2017年 | 289         |
| 2018年 | 282         |

## 駅周辺
駅の西側には、1981年（昭和56年）から1986年（昭和61年）にかけて建設された市営江木団地があり、特に平日朝時間帯は市中心部へ向かう乗客で駅が混雑する。
2000年代後半には駅前の区画整理が行われ、団地の一部が解体されて空き地となっていたが、2009年（平成21年）に駐車場とロータリーが整備された。

駅の東側には郵便局、個人商店、理髪店などが軒を連ねており、踏切を渡った南側には医療・福祉関連施設が多く立ち並んでいる。
- 前橋江木郵便局
- 前橋積善会厩橋病院
- 前橋東看護学校
- 群馬県農業技術センター稲麦研究センター（旧群馬県農業総合試験場）
- ツルヤローズタウン店

## バス路線
駅前に定期バス路線は発着していないが、事前に電話予約をすると、駅前バス停からふるさとバス（デマンドバス）が利用可能である。

## その他
- 駅前にはパーク＆ライド駐車場（38台、送迎用5台）が整備されており、上毛電鉄利用者に限って無料で開放している[5]。利用の際は、駅係員または本社への問い合わせが必要である。
- 当駅と隣の心臓血管センター駅までの営業キロは0.6 kmと、上毛電鉄の駅間としては最も短く、当駅の中央前橋方20 m程のところに心臓血管センター駅の遠方信号機が設置されている。
- 当駅と隣の大胡駅までの営業キロは2.1 kmと、上毛電鉄の駅間としては赤城駅－桐生球場前駅間の2.2 kmに次いで長く、両駅間に新駅を設置する構想がある[6]が、2019年（令和元年）時点では実現に至っていない。

## 隣の駅
上毛電気鉄道
■上毛線
心臓血管センター駅 - 江木駅 - 大胡駅